# Брив-ла-Гайард
Брив-ла-Гайард (фр. Brive-la-Gaillarde, окс. Briva) — город на юге Франции, в регионе Новая Аквитания; супрефектура департамента Коррез. Население — 53 466 человек.

## Города-побратимы
- Германия, Лауф-ан-дер-Пегниц
- Канада, Жольет
- Мали, Сикасо
- Португалия, Гимарайнш
- Украина, Мелитополь[6][7][8][9]
- Испания, Кастель-Пладжа-де-Аро

## Известные уроженцы
- Шарль-Филибер Ластейри — французский агроном, один из первых французских литографов, рисовальщик, печатник, издатель, филантроп.